# Comté de Guysborough
Pour les articles homonymes, voir Guysborough (homonymie).

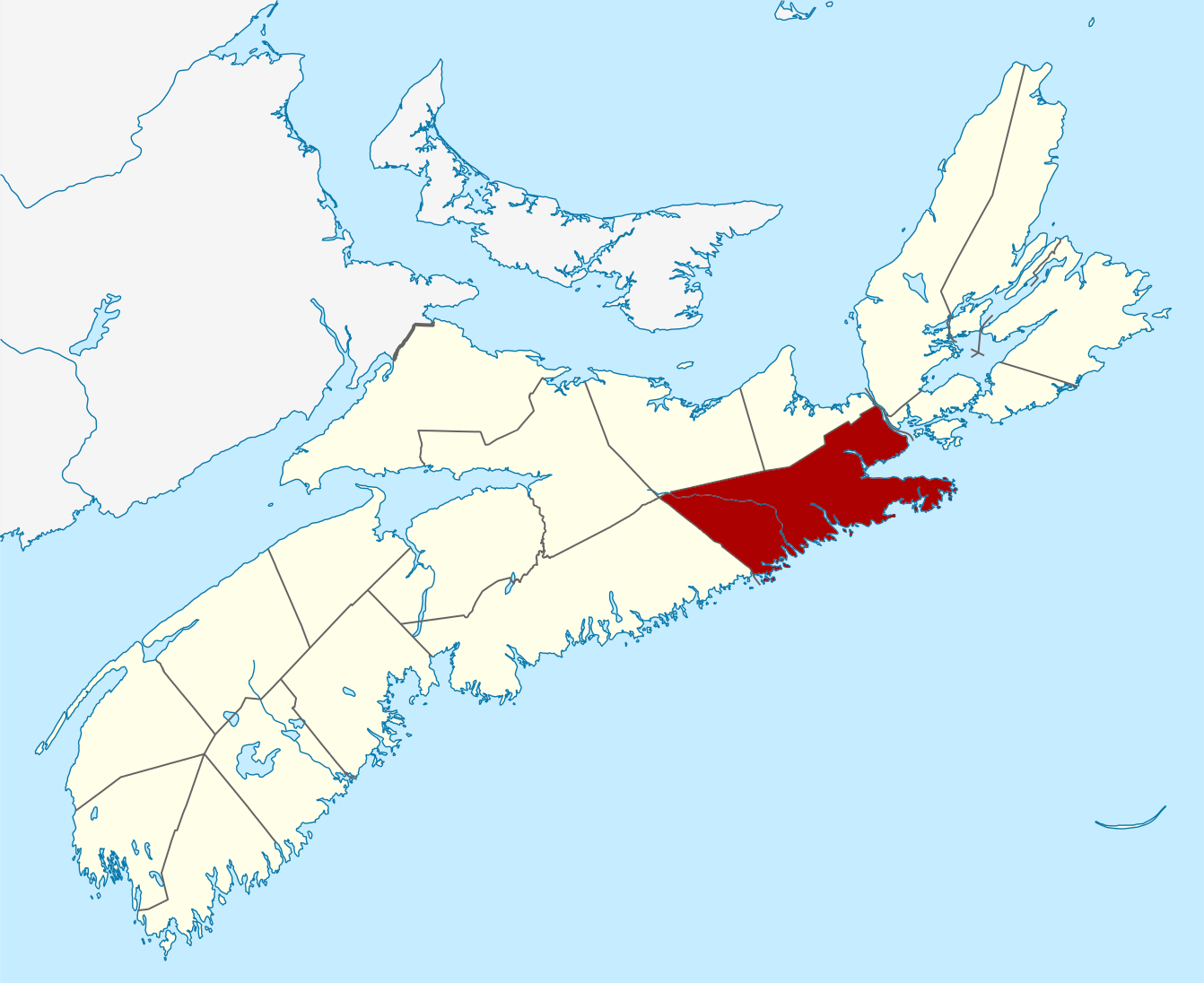
Localisation du comté de Guysborough

Le comté de Guysborough (en anglais : Guysborough County, en gaélique écossais: Siorramachd A' Mhainisdeir) est un comté canadien situé dans la province de la Nouvelle-Écosse.
Son chef-lieu est la ville de Guysborough, fondée en 1604 par les colons Acadiens sous le nom de Fort de Chedabouctou.

## Démographie
| 2001  | 2006  | 2011  | 2016  |
| ----- | ----- | ----- | ----- |
| 9 827 | 9 058 | 8 143 | 7 625 |